# Moonwalker
Moonwalker är en amerikansk film från 1988 med Michael Jackson i huvudrollen. Snarare än en kontinuerlig berättelse, är filmen en samling kortfilmer om Jackson, av vilka flera är musikvideor till Jacksons album Bad. Filmen är uppkallad efter danstekniken moonwalk, som Jackson var känd för att utföra. 

## Filmens episoder
"Man in the Mirror" - liveframträdande av Man in the Mirror från Bad-turnén i Europa.
"Retrospective" - kort biografisk film om Michael Jackson, från de tidiga åren med Jackson 5 fram till Bad-turnén.
"Badder" - parodi på musikvideon till Bad, där barn istället spelar rollerna. 
"Speed Demon" - delvis till musiken av Speed Demon och med hjälp av claymation flyr Jackson galna fans när han förvandlas till motorcykelåkande kanin.
"Leave Me Alone" -  animerad musikvideo till låten Leave Me Alone, som handlar om medias intresse för Jacksons privatliv, där de aldrig lämnar honom ifred.
"Smooth Criminal" - en förlängd video till låten Smooth Criminal.
"Come Together" - Michael Jackson framför en cover på Beatles låt Come Together. 
"Closing credits" - Ladysmith Black Mambazo framför The Moon is Walking i Club 30's och 4-minutersversionen av musikvideon till Smooth Criminal.

## Rollista i urval
- Michael Jackson - sig själv
- Joe Pesci - Frankie "Mr. Big" LiDeo
- Kellie Parker - Katie
- Sean Lennon - Sean
- Brandon Quintin Adams - Zeke "Baby Bad" Michael (Smooth Criminal)/Kid MJ (Badder)